# 警戒&捜索

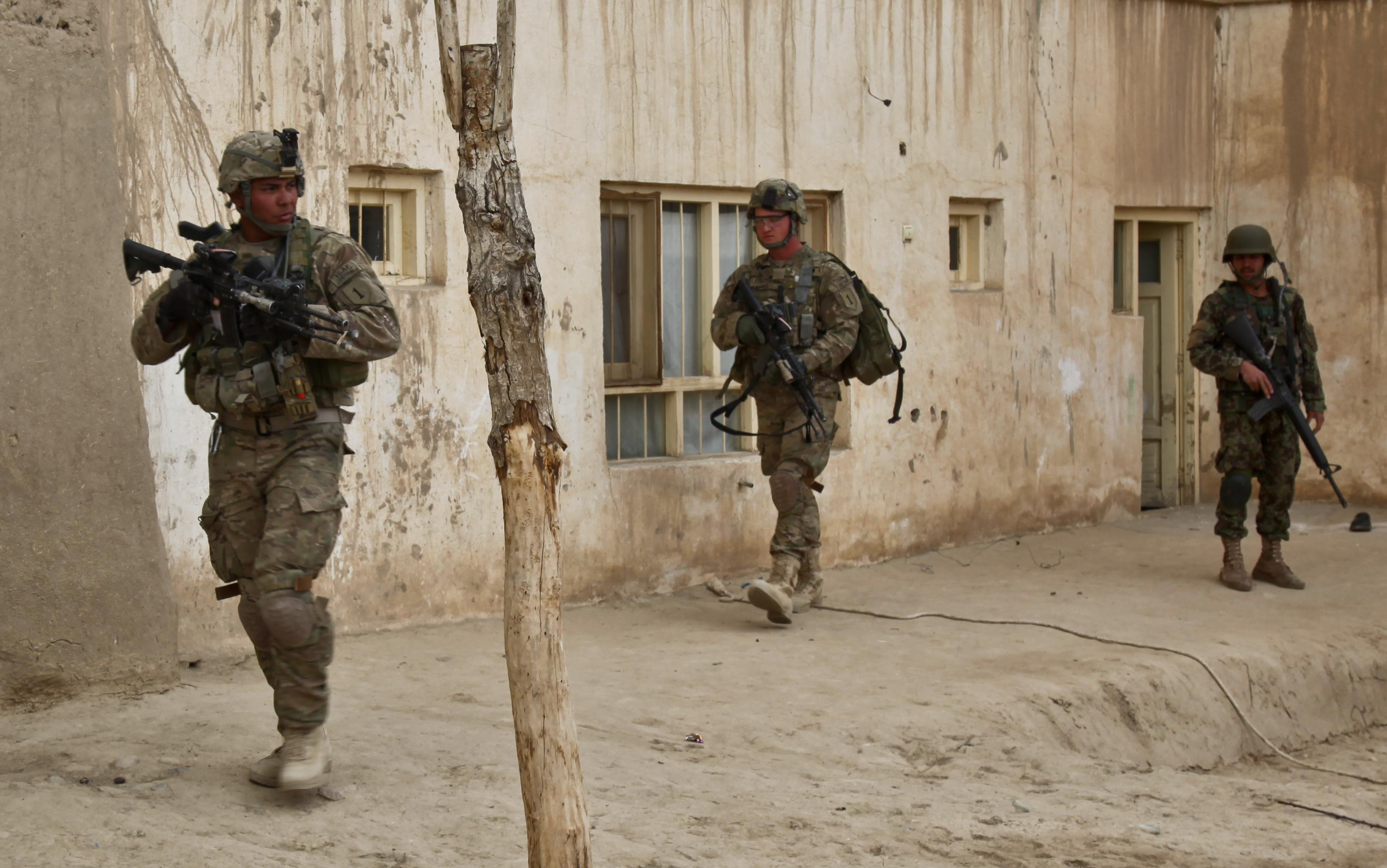
2011年、のガズニー州での米国とアフガニスタン国陸軍の警戒&捜索活動

警戒&捜索（けいかい あんど そうさく、Cordon and search）とは、ある地域を封鎖し、その敷地内に武器や武装抵抗者がいないかを捜索する軍事戦術。
基本的な対反乱作戦の一つである。
「警戒&捜索」作戦には「警戒&ノック（cordon and knock）」と「警戒&キック（または、警戒&突入；cordon and kick/enter）」の2種類が存在する。

## 概要
「警戒&ノック」は軍事作戦の中では比較的新しい手法である。これは、単純な家宅捜索という古い用語を引き継ぎ、「安定化&支援作戦（Stability and support operations）」（SASO）と呼ばれる新しいドクトリンの一部となっている。家屋の中に武器があるという確固とした情報がない場合に使われる手法で、したがって通常の家宅捜索よりも、その捜索精度は劣る。基本的には、都市部の近隣で使用され、居住する家庭にできるだけ迷惑をかけずに家屋を捜索することを目的としている。

## 種別

### 警戒&ノック
このような場合、対反乱作戦部隊はある地域の周辺に集合して安全を確保し（「cordon」）、次に住民からその地域を捜索する許可を得る（「knock」）。捜索隊と建物の居住者との身体的な接触や衝突を避けるため、居住者に捜索前に建物から退去してもらう場合もある。これは「戦術的な呼びかけ（tactical callout）」と呼ばれる。「警戒&依頼（cordon and ask）」活動には、地元当局の協力が必要である。許可が下りないが、住民が友好的または中立的であると思われる場合、対反乱作戦部隊のリーダーはその地域を捜索しないことを決定することもある。

### 警戒&キック/突入
「警戒&キック/突入」作戦は、「警戒&ノック」よりも強力で、居住者の許可を得ることなく実行される。「警戒&ノック」活動の許可が下りないために行うこともあるが、抵抗が予想される場合は、初めから「警戒&キック」作戦が計画されることもある。建物への突入方法は、単にドアを開けることから爆発物を使うものまで様々な手法がとられる。